# Палац-Садиба Дубецьких
Палац-садиба Дубецьких-Панкеєвих («Лігво вовка») — архітектурна пам'ятка, що розташована у селі Василівка Одеського району Одеської області. Включає в себе палац (наразі у руїнах) і прилеглий парк із фонтаном (занедбані). Тут виріс і проживав найвідоміший пацієнт З.Фрейда Сергій Панкеєв.

## Розбудова садиби

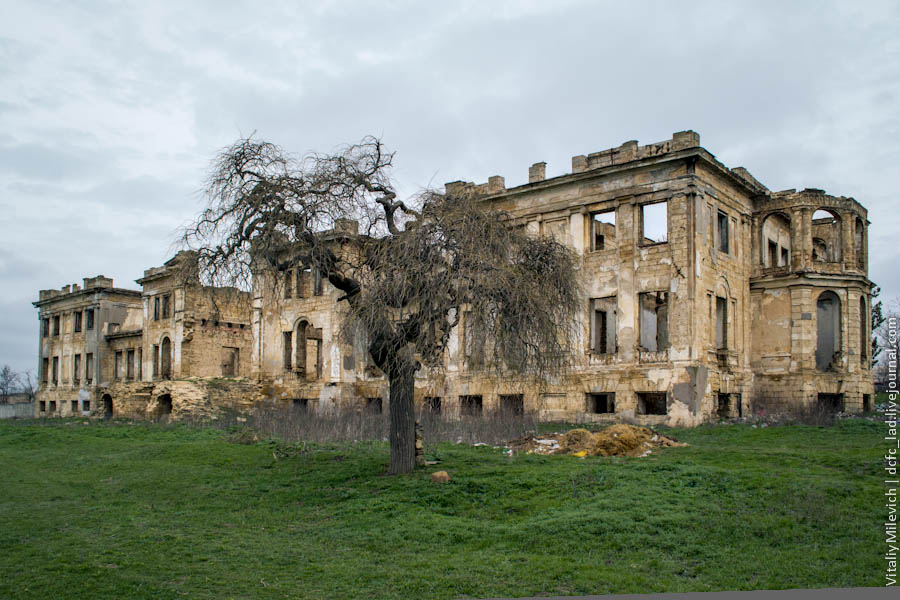
Вигляд палацу з боку саду

Садиба була побудована між 1830 і 1854 роками. За деякими даними, будівля палацу могла бути споруджена за проектом автора Потьомкінских сходів — одеського архітектора Франца Боффо. Розбивкою парку навколо садиби керував інший відомий архитектор — Іван Даллаква. Садиба належана родині Дубецьких, збудована генерал-майором Василем Дубецьким.
Існує версія, що свій маєток Василь Дубецький побудував у виді зменшеної копії Зимового Палацу, за що пав у немилість імператора Миколи I.

## «Лігво вовка»
Після скасування кріпосного права у 1862 році нащадки Дубецького продали садибу євреям Фішелю Бергмадському та Янкелю Сверліку. З 1885 вона належала каховському купцю Костянтину Панкєєву. Син останнього, Сергій Панкеєв, відомий всьому світові як «людина-вовк», проходив лікування у Зигмунда Фрейда. За цей факт садиба дістала назву «Лігво Вовка».
Сергій Панкєєв так писав про палац-садибу:

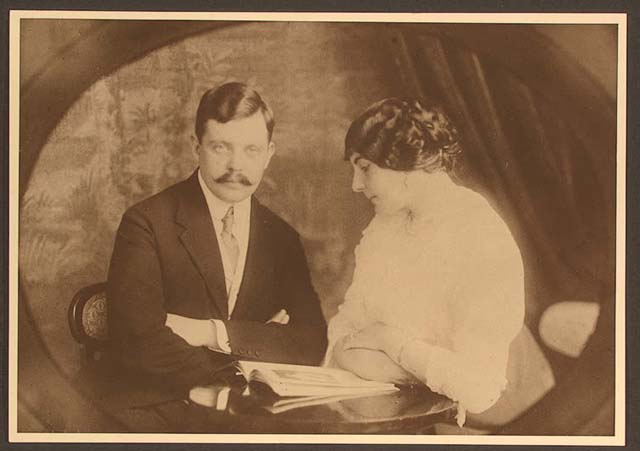
Сергей Панкеєв із дружиною — останні власники палацу

|  | Наш маєток був дуже гарним: величезний, нагадує замок, сільський будинок, оточений старим парком, який поступово переходив в ліс. Тут був також ставок, досить великий для того, щоб називатися озером. |

## Занепад
З 1917 по 1920 садибу займав відділок міліції (НКВД). Після 1920 року тут мешкали місцеві жителі. Були розміщені адміністративні кабінети, клуб та кінотеатр.
Акт за 1922 рік, складений при утворенні в Василівці радгоспу, свідоцтвує: «фундамент кам'яний; стіни — кам'яні; дах — залізний; підлога — дерев'яна; висота фундаменту — 4 аршини (2.84 м); довжина — 30 сажнів (64 м); ширина — 10 сажнів (21 м); висота стін — 5 сажнів (10.65 м). Рік зведення споруди — 1854 … стан споруди — потребує кардинального ремонту.»
Садиба складалася з трьох двоповерхових корпусів, пов'язаних між собою одноповерховими переходами. До панського дому примикали різні господарські добудови, виріс великий сад, у якому росли 73 горіхи, ліс площею 44 десятини, озеро, маленький ставок і фонтан.
Ліс вирубали ще під час Громадянської війни. Сад поступово занепав і зник. Залишки фонтанів ще було видно в 1990-х роках. Зараз від усієї цієї пишноти залишилося тільки озеро, кілька дерев і залишки одного фонтана.
Після 1991 року будівля почала руйнуватися. Місцеві жителі виймали віконні рами, двері, розбивали стіни на цеглу для власних будівель. Як наслідок обвалився дах, міжповерхові перекриття; на початку 2000-х обрушилася і головна західна стіна центрального корпусу. Зараз будівля може впасти повністю в будь-який момент.

## Відновлення
У 2007 році садиба була продана за 1 млн.грн. ТОВ «Українська Кабельна Компаніїя» (м. Одеса) під зобов'язання історичної реконструкції до 2017 року. Однак, роботи по відновленню так і не були розпочаті.

## Відображення в культурі

### В літературі
Садиба описана в книзі Сергія Панкеєва «Спогади про моє дитинство» (рос. Изд., 1996).

### У кінематографі
Тут знімали кілька фільмів, серед яких:
- «Школа» (реж. М.Іллєнко) 1981 рік;

- «Я — син трудового народу» (реж. В.Стрелков) 1983 рік.

### В образотворчому мистецтві
Садиба зображена в декількох картинах відомого одеського художника Герасима Головкова.

## Галерея

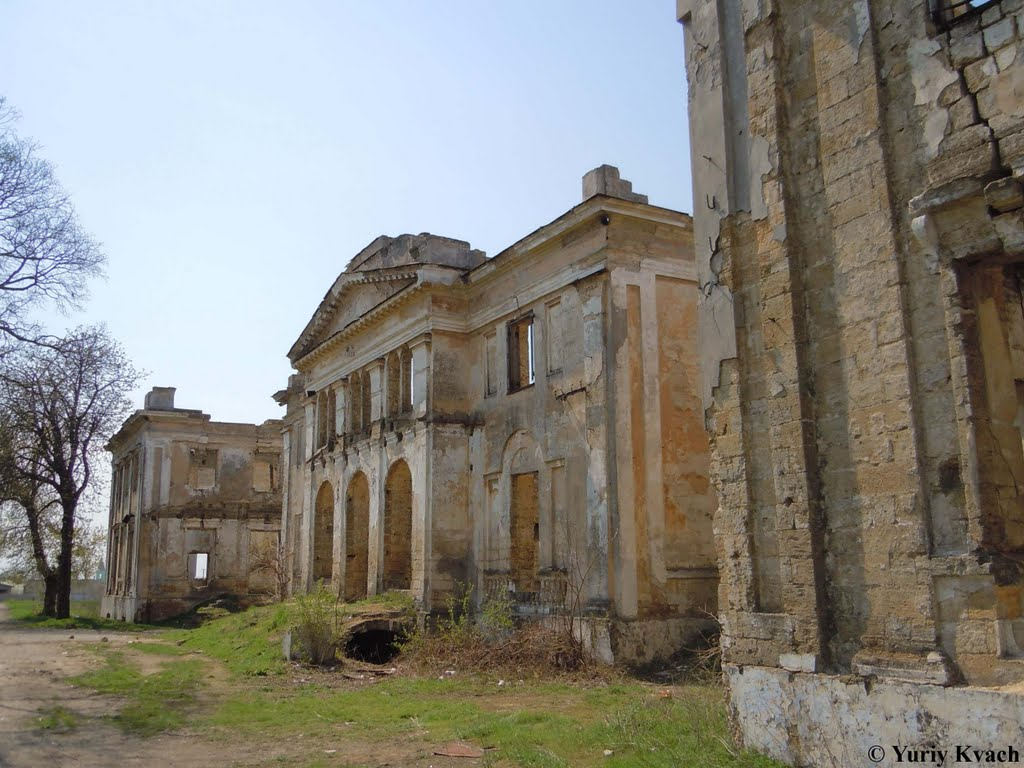
Фасад палацу
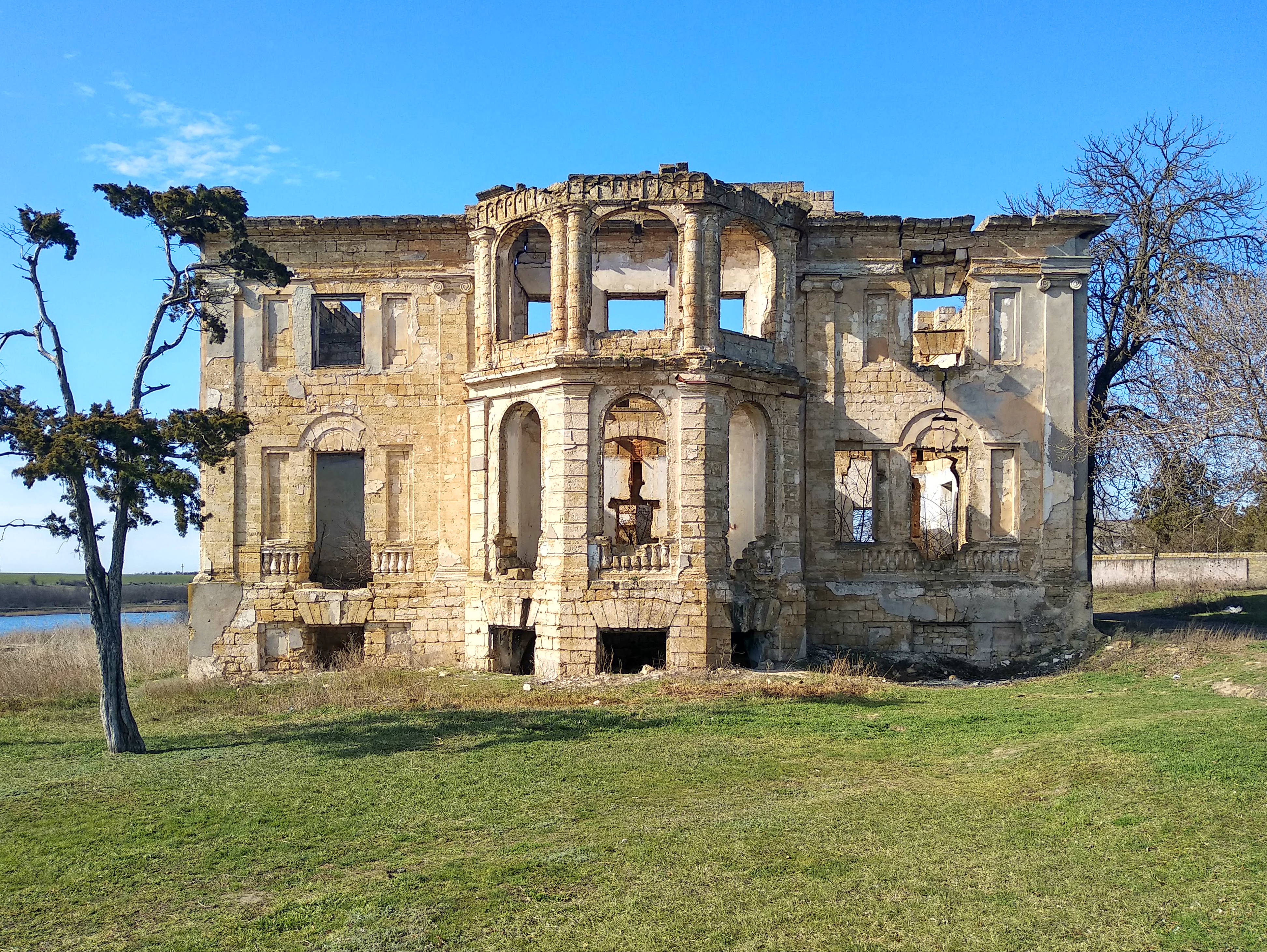
Палац в 2019
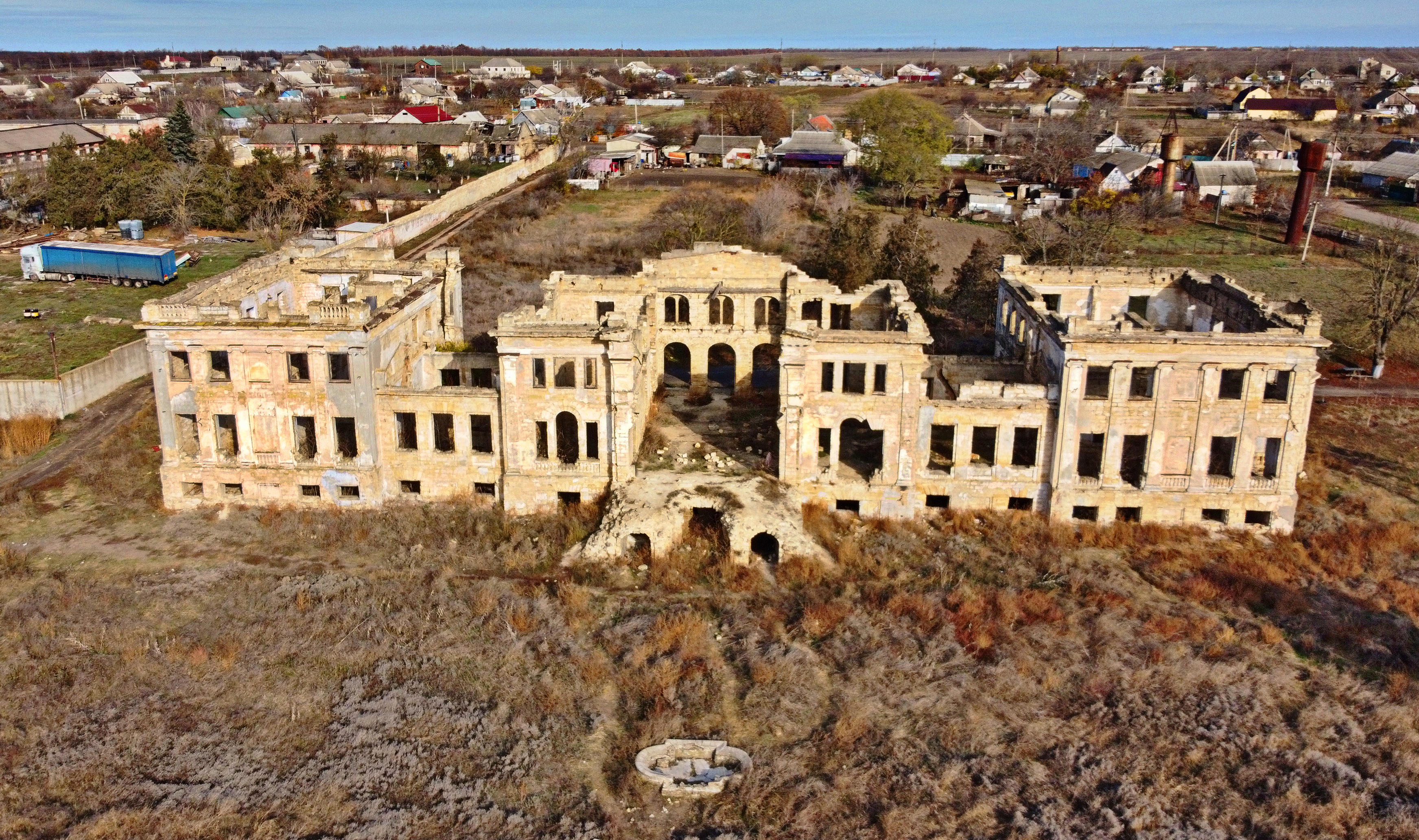
Вигляд з повітря
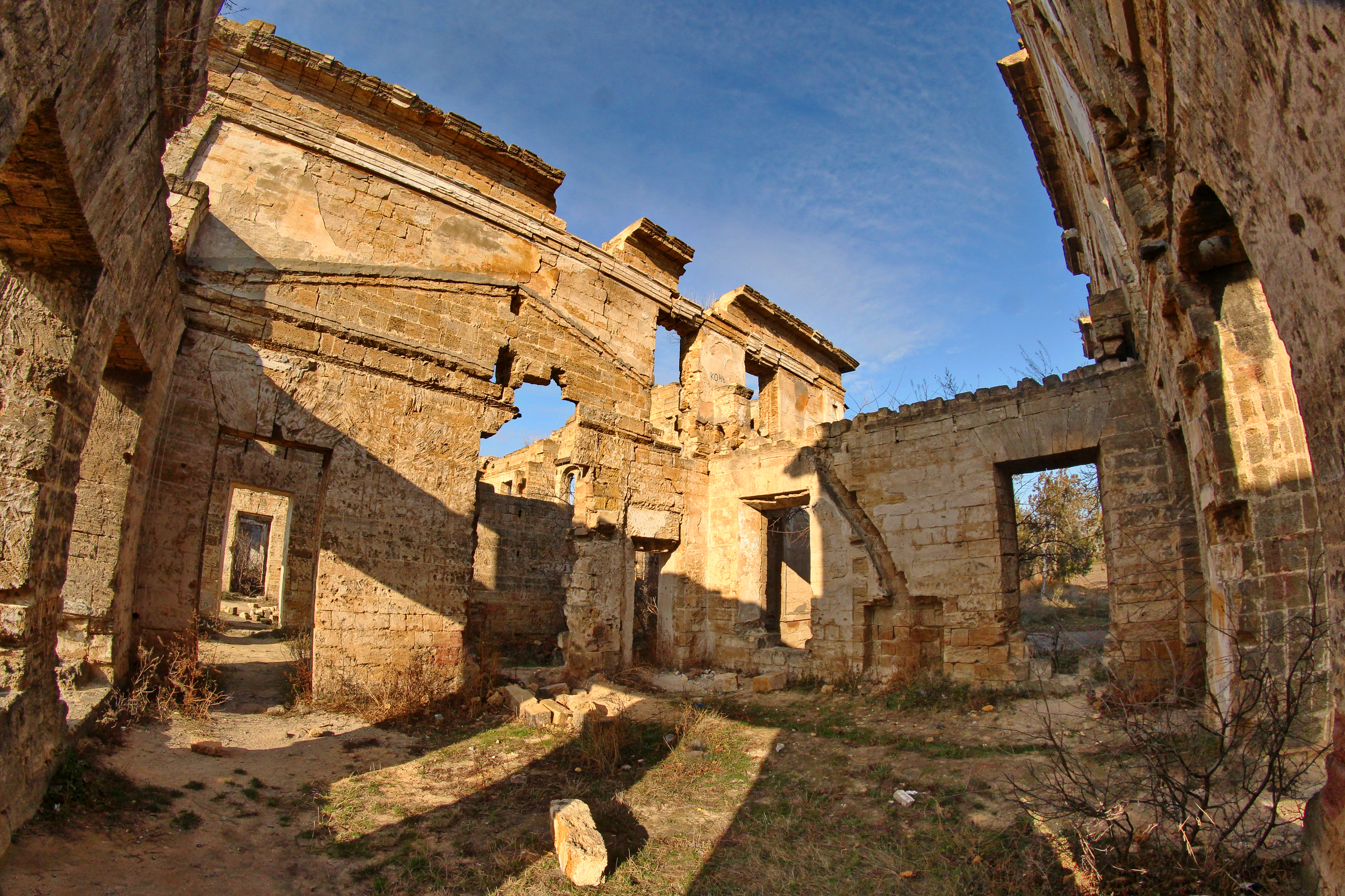
Інтер'єр палацу
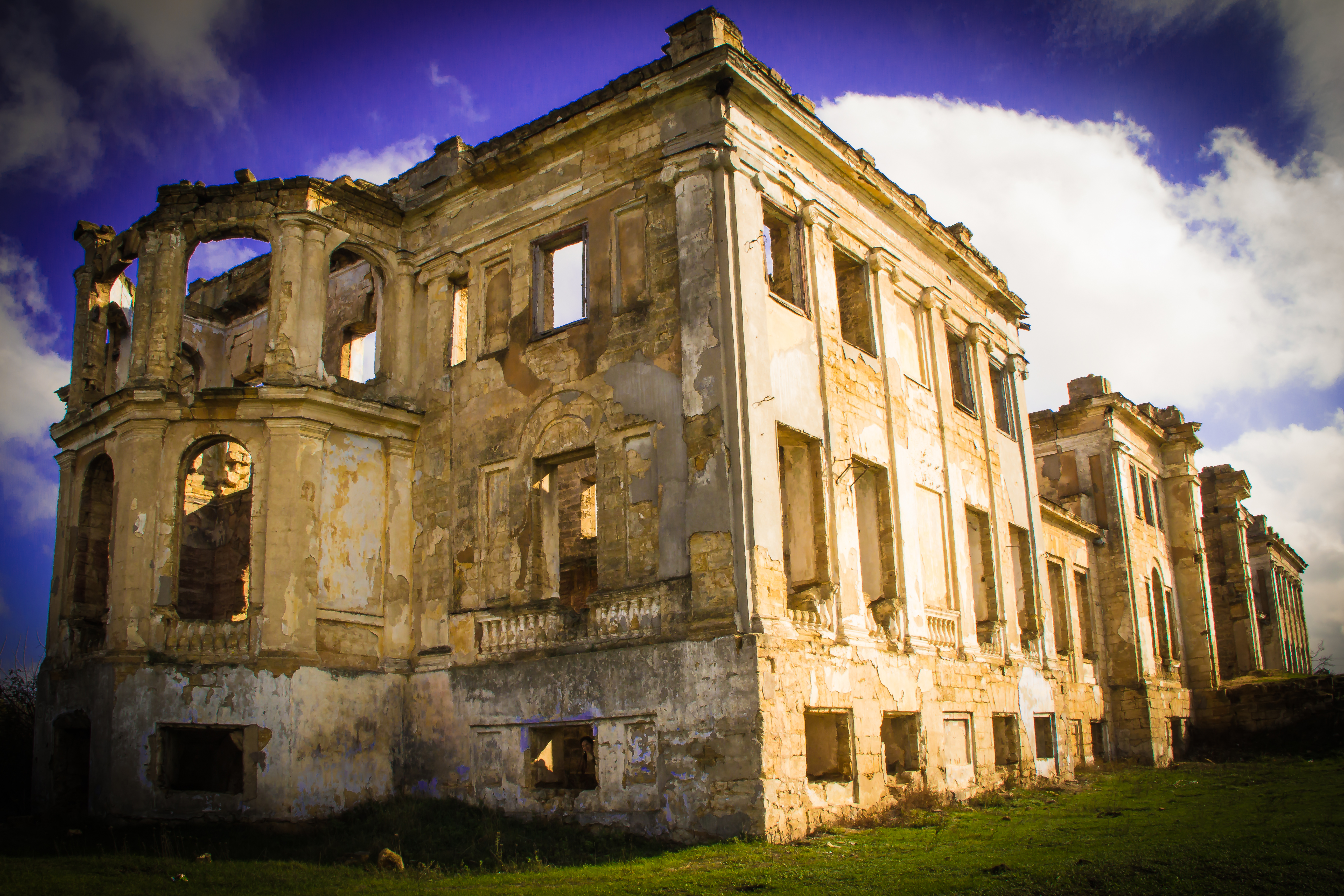
Палац в 2012
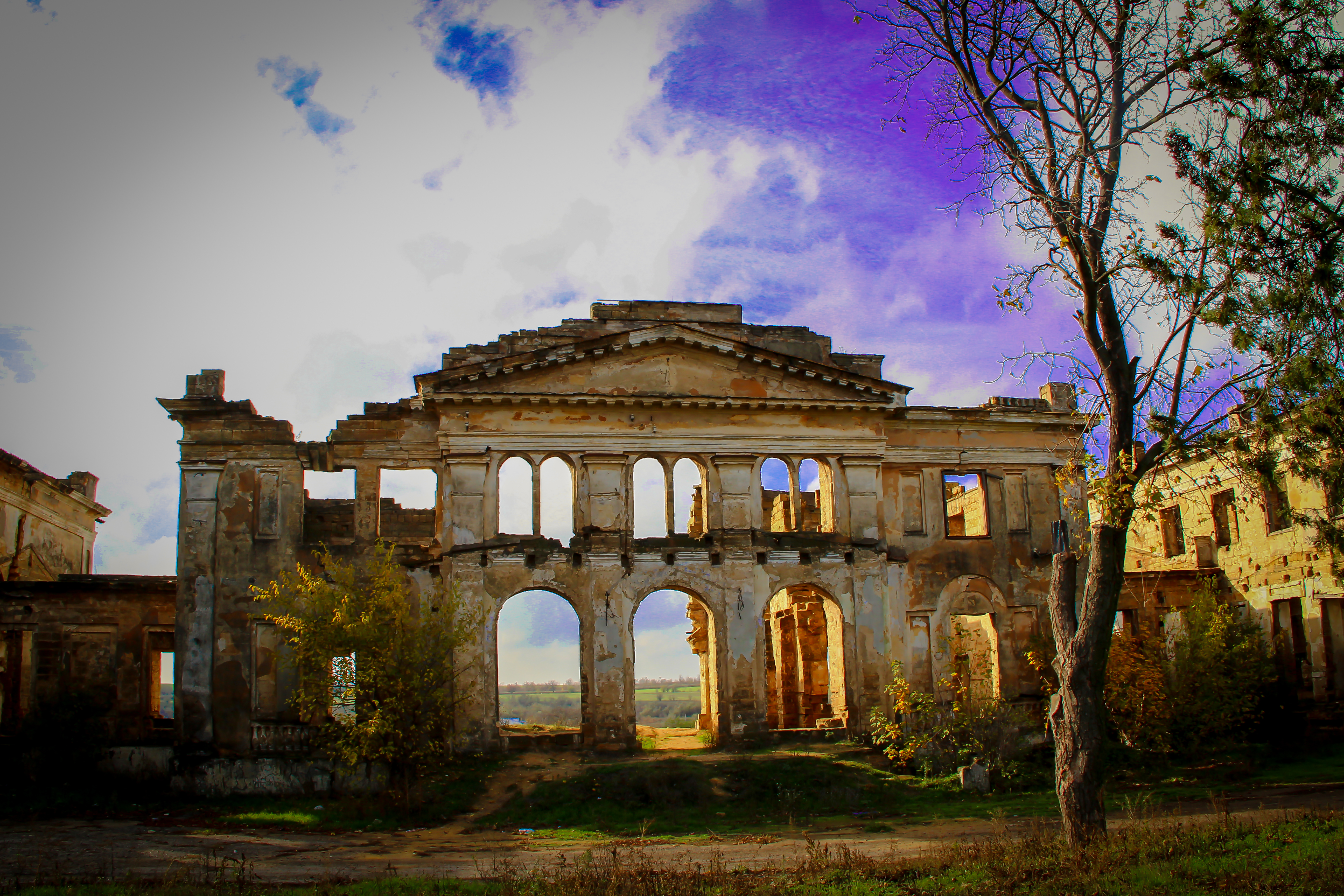
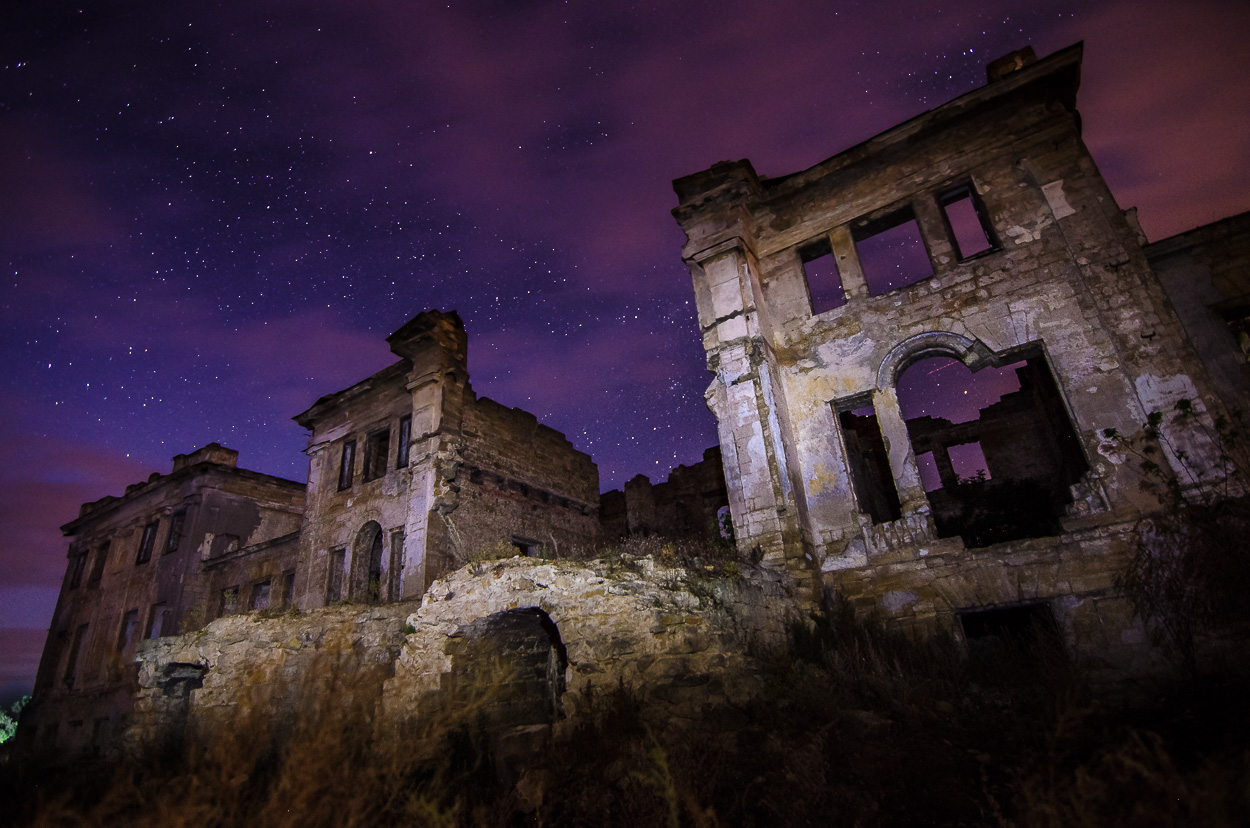
Нічний вигляд